# Galbella antiqua
Galbella antiqua es una especie de escarabajo del género Galbella, familia Buprestidae. Fue descrita científicamente por Théry en 1905.